# Tofta skjutfält
Tofta skjutfält är ett militärt övningsfält som ligger 8 km söder om Visby på Gotland. Platsen har varit övningsplats för Gotlands artilleriregemente (A 7), Gotlands infanteriregemente (I 18), Gotlands regemente (gamla) (P 18), Gotlands luftvärnskår (Lv 2), Flygvapnet och delvis för Gotlands kustartilleriregemente (KA 3) och Marinen.

## Historia
År 1898 började försvaret köpa mark till Tofta skjutfält och 1899 köptes marken in av kronan som övningsplats för Gotlands artilleriregemente. Övningsområdet omfattade 1909 omkring 1200 hektar, 1948 exproprierades ytterligare 528 hektar mark och under 1960-talet inköptes 485 hektar mark. Området växte fram till 1990-talet och är idag 2 700 hektar stort.
Tofta skjutfält har varit både ett manöverfält och skjutfält för alla vapentyper inom armén, även flygvapnet har nyttjat fältet för skarp fällning av attackraketer och bomber. Trots att A 7, KA 3, P 18 avvecklats, så meddelade Försvarsmakten i februari 2008 att man ej tänker avveckla skjutfältet med hänvisning till dess geografiska plats, vilket möjliggör samövning inom de olika försvarsgrenarna.
Fram till år 2023 anordnades Gotland Grand National på skjutfältet varje november.

## En nystart
På det område där Tofta skjutfält ligger ska det för Gotlands regemente göras stora utbyggnader de närmaste åren. Efter försvarsbeslutet 2015 har Fortifikationsverket erhållit 1,6 miljarder kronor från regeringen för utbyggnaden. Det  har genomförts omfattande förberedelser och nybyggnationer på Tofta skjutfält sedan försvarsbeslutet. Den första etappen är i det närmaste slutförd och omfattar drygt 15 byggnader. En omfattande utbyggnad ska genomföras och bland annat ska en kasernförläggning för 240 personer och en militärrestaurang byggas. Allt ska vara klart 2025 och 2026. När utbyggnaden är klar kan den bli något som påverkar hur de nya regementen som etableras på flera orter under kommande år kommer att byggas.

## Platser av intresse på Tofta skjutfält
- Blåhäll, fiskeläge. Här fanns tidigare förläggningar för Gotlands artilleriregemente.
- Nasumebygden. Gemensam beteckning för de på skjutfältet ursprungliga gårdarna; Nasume, Norrgårde och Rangvalds.
- Nasume myr. Föreslagen som nytt Natura 2000-område.